# ویلهو پکالا
ویلهو پکالا (فنلاندی: Vilho Pekkala; ۳ آوریل ۱۸۹۸ – ۲۰ اکتبر ۱۹۷۴) کشتی‌گیر اهل فنلاند بود.